# Sarzedo (Minas Gerais)
Sarzedo is een gemeente in de Braziliaanse deelstaat Minas Gerais. De gemeente telt 24.828 inwoners (schatting 2009).

## Aangrenzende gemeenten
De gemeente grenst aan Betim, Brumadinho, Ibirité en Mário Campos.